# Astragalus etezadianus
Astragalus etezadianus är en ärtväxtart som beskrevs av Ahmed Ahmad Parsa. Astragalus etezadianus ingår i släktet vedlar, och familjen ärtväxter. Inga underarter finns listade i Catalogue of Life.